# Zoonoses and Public Health
Zoonoses and Public Health, abgekürzt als Zoonoses Public Health, ist eine wissenschaftliche Fachzeitschrift, die vom Wiley-Blackwell-Verlag veröffentlicht wird.
Die Zeitschrift ging aus dem Zentralblatt für Veterinärmedizin hervor, dass 1953 gegründet wurde. Im Jahr 1963 erfolgte eine Aufspaltung in drei Reihen, die Zentralblatt für Veterinärmedizin, Reihe A-C hießen. Das Zentralblatt für Veterinärmedizin, Reihe B wurde 1986 in Journal of Veterinary Medicine. Series B, Infectious Diseases and Veterinary Public Health umbenannt. Seit 2007 erscheint sie unter dem Namen Zoonoses and Public Health mit acht Ausgaben im Jahr. Es werden Arbeiten veröffentlicht, die sich mit infektiösen Erkrankungen von Tieren und den Auswirkungen auf Public Health beschäftigen.
Der Impact Factor lag im Jahr 2014 bei 2,369. Nach der Statistik des ISI Web of Knowledge wird das Journal mit diesem Impact Factor in der Kategorie Infektionskrankheiten an 46. Stelle von 78 Zeitschriften und in der Kategorie Veterinärmedizin an zehnter Stelle von 133 Zeitschriften geführt.